# Recht (België)

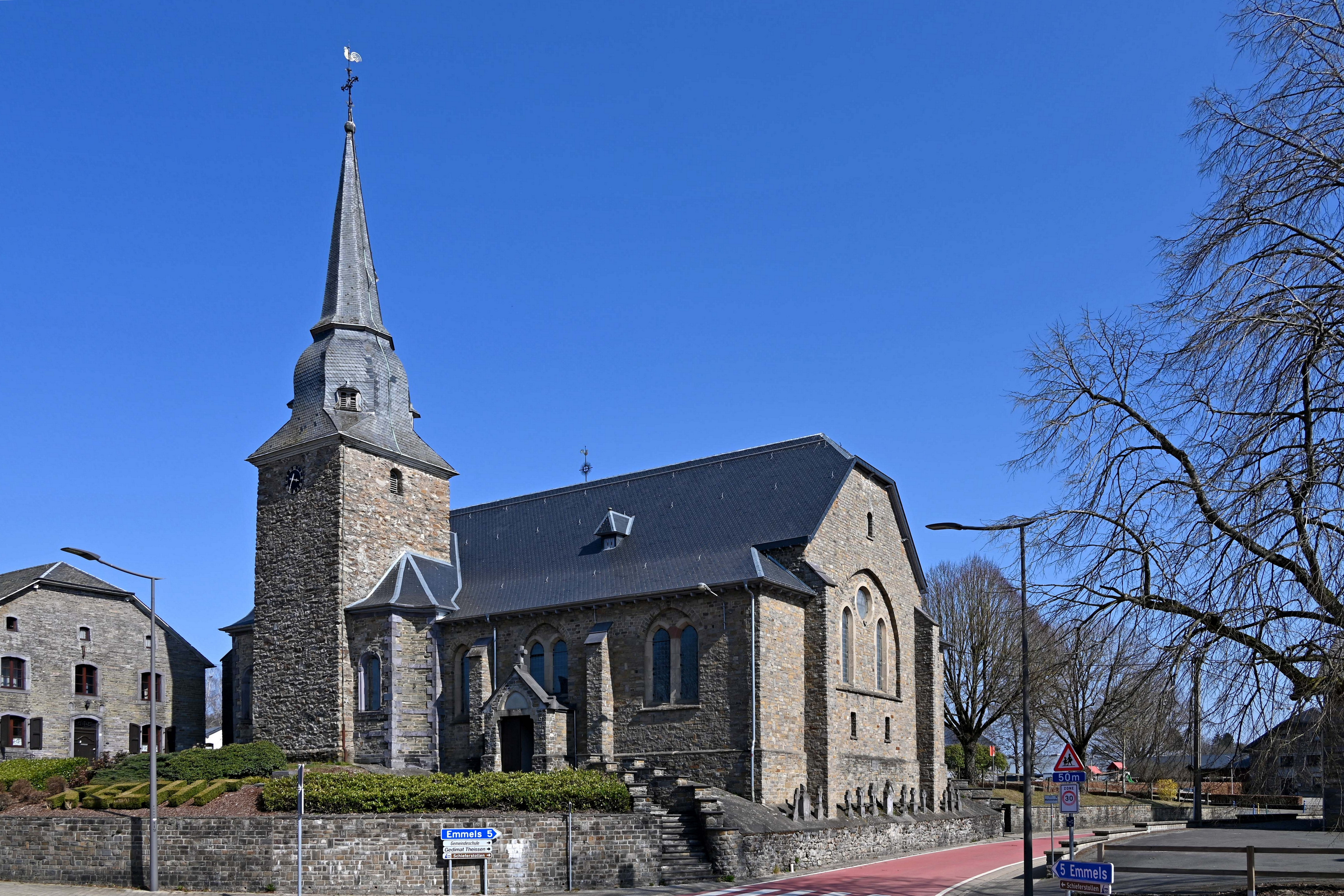
St. Aldegundis-Kirche

Recht is een dorp in de Belgische provincie Luik en een deelgemeente van de Duitstalige stad Sankt Vith. Recht ligt 8 kilometer ten noordwesten van het stadscentrum van Sankt Vith.

## Geschiedenis
Recht werd voor het eerst vermeld in 670 in een oorkonde van de Abdij van Stavelot onder de naam Refta.
Op de Ferrariskaart uit de jaren 1770 is het dorp Recht weergegeven. Nabij het dorp duidt de kaart een paar groeven (Carrière) aan.
Na het eind van het ancien régime behoorden tijdens de Franse en daarna de Pruisische periode tot de gemeente Recht ook het dorp Born dat zo'n 5 kilometer ten westen van Recht ligt, en de plaatsen Pont (Brücken) en Ligneuville (Engelsdorf), 4 kilometer ten noorden van Recht.
Na de Eerste Wereldoorlog werd Recht als deel van de Oostkantons bij België gevoegd. In 1922 werden Pont en Ligneuville afgesplitst en in de nieuwe gemeente Bellevaux-Ligneuville ondergebracht.
Bij de gemeentelijke herindelingen werd in 1977 Recht een deelgemeente van de stad Sankt Vith. Born werd echter afgesplitst en ondergebracht bij de gemeente Amel.

## Demografische ontwikkeling
- Bronnen:NIS, Opm:1930 tot en met 1970=volkstellingen, 1976 inwoneraantal op 31 december

## Bezienswaardigheden
- De Schieferstollen: historische leisteengroeve met museum
- De Sint-Aldegondiskerk
- De Mariakapel
- Het bakhuis
- De Schafsbrücke
- Aan de gemeentegrens met Vielsalm, tegen het gehucht Poteau, was er een privé oorlogsmuseum   Ardennes Poteau '44 met een collectie over de Slag om de Ardennen in de regio van Sankt Vith en Vielsalm.[2]. Het museum is sinds 2014 gesloten.[3]

## Natuur en landschap
Recht ligt aan de Rechterbach.

## Economie
Het dorp is vooral bekend van de Rechter Blaustein, een leisteensoort die hier gewonnen en verwerkt werd van de 17e tot begin 20e eeuw. Deze werd tot 1880 in dagbouw en daarna in mijnbouw gewonnen, om begin 20e eeuw uitgeput te raken, waarop de mijn gesloten werd. Vanaf 2007 is hij weer geopend voor bezoekers.

## Verkeer en vervoer
Ten oosten van Recht loopt de autosnelweg A27/E42, die er een op- en afrit heeft.

## Nabijgelegen kernen
Poteau, Beaumont, Bellevaux, Ligneuville, Born
Deelgemeenten: Crombach · Lommersweiler · Recht · Sankt Vith · Schönberg

Overige kernen: Alfersteg · Amelscheid · Andler · Atzerath · Breitfeld · Eiterbach · Emmels (Nieder-Emmels · Ober-Emmels) · Galhausen · Heuem · Hinderhausen · Hünningen · Mackenbach · Neidingen · Neubrück · Neundorf ·  Rödgen · Rodt · Schlierbach · Setz · Steinebrück · Wallerode · Weppeler · Wiesenbach

Belgische gemeenten · Duitstalige Gemeenschap · Arrondissement Verviers · Luik · Wallonië